# 侏三趾樹懶
侏三趾樹懶（學名：Bradypus pygmaeus）是樹懶屬下的一種，僅在巴拿馬博卡斯德爾托羅省的一個小島（Isla Escudo de Veraguas）上生活。一如其名，此種對比起其在大陸上生活的近親，體型細小得多，體重僅是它們的40%，體型也較它們小20%，相信是受島嶼隔離影響的島嶼侏儒化。過往的觀察發現此種特化成僅在該島上的紅樹林生境生活。

## 種群及威脅
侏三趾樹懶的種群數目暫時未有確切數據，但由於分佈極為狹窄，過去曾估計其數目約在三百頭以內。但近日的統計發現其總數僅餘下79只，遠低於早前估計的數目，令此物種的存活機會變得更渺茫。自2006年IUCN紅色名錄已把此種列為極危物種，表示其面臨滅絕的機會極高。雖然目前該小島並未被人類開發，但偶有途經的漁民會狩獵侏三趾樹懶。原因是它們行動緩慢，僅出現在紅樹林範圍內也使他們易於被漁民們發現。此小島正面臨被開發為旅遊區的威脅。縰有野生保護區作為緩衝，但有關執法卻並不嚴謹。2013年9月20日，來自達拉斯世界水族館的工作人員取得了當地部門的認可，打算將八只侏三趾樹懶帶到其動物園中作圈養保育。但引起當地居民及保育團體的嚴重不滿。這是因為三趾樹懶遠較其近親二趾樹懶難於馴養，過去不同動物園都曾以保育為由帶走不同品種的三趾樹懶，但都未能得到正面的作用。達拉斯世界水族館目前所擁有的三只褐喉三趾樹懶實際上是過去十五年間所捕獲的九只當中僅存活的少數。在對此物種所知不多的情況下便將當中10%總數的侏三趾樹懶交到動物園中令人感到憂慮。

## 保育狀況
其被列為《瀕危野生動植物種國際貿易公約》附錄二的物種，被限制出口及貿易。